# Kreis Schleiz
| Basisdaten                       | Basisdaten                                       |
| -------------------------------- | ------------------------------------------------ |
| Bezirk der DDR                   | Gera                                             |
| Kreisstadt                       | Schleiz                                          |
| Fläche                           | 455 km² (1989)                                   |
| Einwohner                        | 31.929 (1989)                                    |
| Bevölkerungsdichte               | 70 Einwohner/km² (1989)                          |
| Kfz-Kennzeichen                  | N (1953–1990) NP, NR (1974–1990) SCZ (1991–1995) |
| Kreis Schleiz im Bezirk Gera     |                                                  |
| Der Kreis Schleiz im Bezirk Gera |                                                  |

Der Kreis Schleiz war ein Landkreis im Bezirk Gera der DDR. Von 1990 bis 1994 bestand er als Landkreis Schleiz in Thüringen fort. Sein Gebiet liegt heute im Saale-Orla-Kreis in Thüringen. Der Sitz der Kreisverwaltung befand sich in Schleiz.

## Geographie

### Lage
Der Kreis Schleiz lag an der innerdeutschen Grenze im östlichen Thüringen und wurde von der Saale durchflossen.

### Wichtigste Orte
Die bedeutendsten Orte neben der Kreisstadt Schleiz waren die Städte Gefell, Hirschberg, Mühltroff, Saalburg, Tanna und Ziegenrück sowie die Gemeinden Chursdorf, Dittersdorf, Dragensdorf, Görkwitz, Göschitz, Gräfenwarth, Löhma, Oettersdorf, (Crispendorf), (Neundorf) Tegau und Volkmannsdorf.

### Nachbarkreise
Der Kreis Schleiz grenzte im Uhrzeigersinn im Norden beginnend an die (Land-)Kreise Pößneck, Zeulenroda, Plauen-Land, Hof und Lobenstein.

## Geschichte
Am 25. Juli 1952 kam es in der DDR zu einer umfangreichen Verwaltungsreform, bei der unter anderem die Länder der DDR ihre Bedeutung verloren und neue Bezirke eingerichtet wurden. Der damalige Landkreis Schleiz gab Gemeinden an die neuen Kreise Lobenstein und Zeulenroda ab. Aus dem verbleibenden Kreisgebiet wurde zusammen mit den Gemeinden Dröswein, Langenbach, Langenbuch, Mißlareuth, Mühltroff und Thierbach aus dem Landkreis Plauen (Sachsen) der Kreis Schleiz mit Sitz in Schleiz gebildet. Der Kreis wurde dem neugebildeten Bezirk Gera zugeordnet.
Am 17. Mai 1990 wurde aus dem Kreis der Landkreis Schleiz. Anlässlich der Wiedervereinigung der beiden deutschen Staaten wurde der Landkreis Schleiz im Oktober 1990 dem wiedergegründeten Land Thüringen zugeteilt. Am 1. April 1992 wurden die Stadt Mühltroff sowie die Gemeinden Thierbach und Langenbach nach Sachsen umgegliedert. Bei der Kreisreform in Thüringen ging der Landkreis am 1. Juli 1994 im neuen Saale-Orla-Kreis auf.

## Einwohnerentwicklung
| Jahr      | 1960   | 1971   | 1981   | 1989   |
| Einwohner | 36.817 | 35.238 | 32.661 | 31.929 |

## Gemeinden
Zum Kreis Schleiz gehörten seit 1952 die folgenden Gemeinden:
| - Blintendorf - Burgk - Chursdorf - Crispendorf - Dittersdorf - Dobareuth - Dragensdorf - Dreba - Dröswein - Eßbach - Frössen - Gebersreuth - Gefell - Göritz - Görkwitz - Göschitz | - Göttengrün - Gräfenwarth - Grochwitz - Hirschberg, Stadt - Kirschkau - Kulm - Külmla - Künsdorf - Langenbach - Langenbuch - Langgrün - Löhma - Lössau - Mielesdorf - Mödlareuth - Mönchgrün | - Möschlitz - Moßbach - Mühltroff - Neundorf b. Schleiz - Oberböhmsdorf - Oberkoskau - Oettersdorf - Pahnstangen - Plothen - Pörmitz - Raila - Rothenacker - Saalburg, Stadt - Schilbach - Schleiz, Stadt - Schöndorf | - Seubtendorf - Sparnberg - Stelzen - Tanna, Stadt - Tausa - Tegau - Thierbach - Ullersreuth - Unterkoskau - Venzka - Volkmannsdorf - Wernsdorf - Willersdorf - Ziegenrück - Zollgrün |

- Dreba wechselte am 1. Januar 1957 in den Kreis Pößneck
- Mödlareuth wurde am 1. Januar 1958 nach Gebersreuth eingemeindet.
- Dröswein und Langenbuch wurden am 1. August 1965 zur Gemeinde Langenbuch-Dröswein zusammengeschlossen.
- Pahnstangen wurde am 1. Januar 1969 nach Neundorf b. Schleiz eingemeindet.
- Venzka wurde am 1. Januar 1974 nach Hirschberg eingemeindet.
- Willersdorf wurde am 1. Januar 1974 nach Rothenacker eingemeindet.
- Kulm und Wernsdorf wurden am 1. Januar 1974 nach Saalburg eingemeindet.
- Oberkoskau wurde am 1. Januar 1974 nach Unterkoskau eingemeindet.
- Mönchgrün wurde am 1. Januar 1979 nach Görkwitz eingemeindet.
- Külmla und Tausa wurden am 1. Januar 1979 nach Schöndorf eingemeindet.
- Langenbuch-Dröswein wurde 1979 in Langenbuch umbenannt.

## Wirtschaft
Wichtige Betriebe waren unter anderen:
- VEB BLEWA Schleiz
- VEB Mikrofontechnik Gefell
- VEB Lederfabrik Hirschberg
- VEB Bekleidungswerk Tanna

## Verkehr
Die Autobahn Berliner Ring–Hirschberg führte durch das Kreisgebiet. Dem überregionalen Straßenverkehr dienten  außerdem  die F 2 von Leipzig über Schleiz nach Gefell, die F 90 von Hirschberg nach Saalfeld, die F 94 von Schleiz nach Greiz und die F 282 von Schleiz nach Plauen.
Durch den Kreis Schleiz verliefen die Eisenbahnstrecken Schleiz–Saalburg, Schleiz–Schönberg und Hirschberg–Schönberg.

## Kfz-Kennzeichen
Den Kraftfahrzeugen (mit Ausnahme der Motorräder) und Anhängern wurden von etwa 1974 bis Ende 1990 dreibuchstabige Unterscheidungszeichen, die mit den Buchstabenpaaren NP und NR begannen, zugewiesen. Die letzte für Motorräder genutzte Kennzeichenserie war NZ 85-01 bis NZ 90-00.
Anfang 1991 erhielt der Landkreis das Unterscheidungszeichen SCZ. Es wurde bis zum 31. Januar 1995 ausgegeben. Seit dem 29. November 2012 ist es im Saale-Orla-Kreis erhältlich.